# Miquel Robusté
Miquel Robusté Colomer (Vilassar de Mar, 20 mei 1985) is een gewezen Spaans voetballer. 

## Clubvoetbal
Robusté doorliep de verschillende jeugdelftallen van RCD Espanyol en van 2003 tot 2005 speelde hij voor het tweede elftal van de club. De eerste twee seizoenen speelde hij zo in de Segunda División B en het laatste in de Tercera División. Zijn officiële debuut voor het eerste elftal bleef echter uit.
In het seizoen 2006/2007 speelde Robusté op huurbasis bij Polideportivo Ejido, een ploeg uit de Segunda División B.
In 2007 werd de verdediger gecontracteerd door UD Levante, waardoor hij zijn eerste stappen zette in de Primera División. Wegens de zware financiële problemen van de ploeg, verlieten verschillende spelers de club en kreeg Robusté zijn kans op 30 maart 2008 tijdens het 1-2 verlies tegen UD Almeria. De ploeg kon zich niet handhaven waardoor de speler vanaf 2008-2009 speelde in de Segunda División A. Dit jaar zou de ploeg op de achtste plaats eindigen, maar het daaropvolgende seizoen zou de club derde eindigen en zo de promotie naar de Primera División afdwingen. Zijn vierde en laatste seizoen zou Robusté weer op het hoogste niveau van het Spaanse voetbal acteren.
Tijdens het seizoen 2011-2012 trok hij naar CD Xerez, een ploeg uit de Segunda División A.
In 2012 tekende hij bij SD Ponferradina, een reeksgenoot. De ploeg was net naar deze reeks gepromoveerd en hij kende er twee rustige seizoenen met een zevende en vijftiende plaats als gevolgd.
Vanaf het seizoen 2014-2015 zette hij een stapje terug bij FC Cartagena, een ploeg uit de Segunda División B. Het werd een moeilijk seizoen voor zowel speler als ploeg. De speler nam ook op ongelukkige momenten enkele rode kaarten. Pas na de eindronde kon de ploeg zijn plaats verzekeren.  Voor al deze redenen werd zijn contract niet verlengd.
Tijdens de voorbereidingsperiode van het seizoen 2015-2016 ging de speler zijn geluk opzoeken in het buitenland bij het Roemeense Rapid Boekarest, een ploeg die uitkomt in de Liga 1. Na de voorbereidingsperiode kreeg hij een contract aangeboden.
Voor het seizoen 2016-2017 keerde hij terug naar Spanje en tekende voor CF Badalona, een ploeg uit de Segunda División B.  De speler zou vijf seizoenen op dit niveau spelen en tijdens het laatste seizoen van deze competitie, kon de ploeg maar een plaats afdwingen in de Segunda División RFEF.  Zo speelde de speler vanaf seizoen 2021-2022 op het vierde niveau van het Spaans voetbal.  Toen de ploeg op het einde van het seizoen het behoud op dit niveau niet kon afdwingen, eindigde de speler zijn loopbaan.

## Nationaal elftal
Robusté werd in 2004 als aanvoerder Europees kampioen met het Spaanse elftal Onder-19. In 2005 behoorde de verdediger tot de Spaanse selectie voor het WK Onder-20. Spanje won alle groepswedstrijden, maar in de kwartfinale was Argentinië met 3-1 te sterk. Robusté was vanaf de tweede wedstrijd aanvoerder van de Spanjaarden.